# Christina Chalon
Christina Chalon (Ámsterdam, mayo de 1748 –	Hazerswoude, 18 de diciembre de 1808) fue una artista grabadora neerlandesa..
Estudió pintura con Sara Troost y Ploos van Amstel. Aunque ella se dedicó más particularmente a los aguafuertes, donde adquirió una gran habilidad. Ha dejado una treintena de placas, en su mayor parte en estilo de Adriaen van Ostade. Fallecida en Hazerswoude en 1808 fue enterrada en Leiden. Sus aguafuertes están marcados con Chr Cha., o Chra Chal., o simplemente con CC. 

## Obras
Entre las mejores se encuentran:
- An Interior, with three Boors.
- A Mother taking three children to School.
- An Old Woman saluting a peasant Boy.